# Río Ubagua
El Ubagua es un río de Navarra (España), de la zona de la Navarra Media Occidental, resultado de la confluencia del arroyo Ogancia y el barranco Inároz en Riezu y desemboca en el embalse de Alloz. Es un afluente del río Salado por la margen derecha.

## Recorrido y afluentes
Según informa la Gran enciclopedia de Navarra el curso fluvial está formado como resultado de la confluencia de aguas tanto del arroyo Ogancia como del barranco Inároz  cerca de Muez. El arroyo Ogancia, por un lado, procede de la parte occidental de Goñi, drenando la vertiente oriental de los montes de Iturgoyen, del valle mencionado y de Guesálaz. El barranco Inároz, por otra lado, procede del Alto de la Trinidad y drena la vertiente oriental de los montes de Iturgoyen. Atraviesa Riezu y durante 9 km drena una superficie de 23 km² regando los términos de Guesálaz, Lezáun y Yerri. 
Su altitud máxima se localiza en el Alto de la Trinidad (1.248 m) mientras que la mínima corresponde al embalse de Alloz (469 m). Con ello, «la altitud media de la cuenca es de 925 m, de la que el 52% está comprendida entre los 1.000 y 1.200 m». La misma fuente nos informa que «su aportación en el aforo de Muez es de 65,9 hm³, con un régimen pluvial oceánico (altas aguas de noviembre a abril y máximo primario en diciembre) influido por la fusión nival (máximo secundario en marzo)».

## Poblaciones atravesadas por el río
- Guesálaz
- Lezáun
- Yerri
- Riezu
- Muez, desembocadura en el embalse de Alloz.